# Tomás de Sousa Rosa (Diplomat)

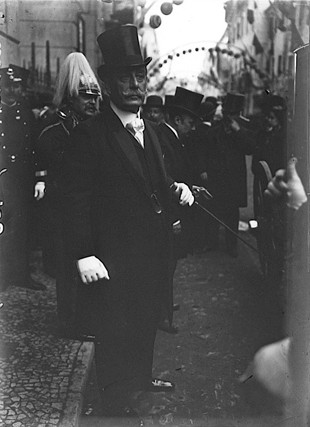
Der Conde de Sousa Rosa (während der Stadtfeste zu Ehren des Lissabonner Stadtpatrons Antonius, Juni 1910)

Tomás de Sousa Rosa (* 2. November 1844 in Venda Seca, Gemeinde Belas; † 23. August 1918 in Paris) war ein portugiesischer Kolonialbeamter, Diplomat und Politiker. Er war unter anderem Gouverneur von Macau und mehrfach Botschafter seines Landes, darunter in China, den Vereinigten Staaten und zuletzt in Frankreich. Er wurde 1902 geadelt und 1906 zum Conde de Sousa Rosa erhoben.
Die ursprüngliche Schreibweise seines Namens vor der portugiesischen Rechtschreibreform 1911 lautete Tomaz de Sousa Rosa, so dass diese Form seines Namens gelegentlich auch heute noch auftaucht.

## Leben
Rosa wurde 1844 als Sohn des Gutsbesitzers Tomaz José de Sousa Rosa und seiner Gattin Maria Emília de Bastos in Venda Seca geboren, einem Gehöft bei Belas auf halbem Weg zwischen Lissabon und Sintra. Er erhielt eine umfassende schulische Ausbildung und schlug eine militärische Laufbahn ein. So trat er am 23. Juni 1864 als Reiter in die Kavallerie des portugiesischen Heeres ein, wurde Offiziersanwärter und erhielt am 8. Januar 1866 sein Offizierspatent als Alferes (Unterleutnant). Am 14. Februar 1872 wurde er zum Oberleutnant (Tenente) und fünf Jahre später zum Hauptmann (Capitão) befördert. Als solcher diente er bei der 1. Division des portugiesischen Heeres unter dem Kommando des 1. Vizegrafen von Sabres, zuletzt als dessen Adjutant.
Aus dieser Stellung heraus wurde er zum Aide-de-camp von König Ludwig I. berufen und am königlichen Hof für den diplomatischen Dienst in den Kolonien vorbereitet. Am 23. April 1883 wurde er zum 86. Gouverneur von Macau ernannt und damit zum obersten Vertreter des portugiesischen Imperiums in Ostasien. Er war gleichzeitig als Botschafter in China und als Botschafter in Thailand akkreditiert.
Seine dreijährige Amtsführung in Macau wird als erfolgreich beschrieben, er war unter den europäischen und chinesischen Händlern und Besitzbürgern der Kolonie gleichermaßen beliebt und nahm bei seiner Verabschiedung zum 7. August 1886 aufwändige Geschenke entgegen. Anschließend war er kurzzeitig als Sonderbotschafter Portugals in Japan tätig, als Teil der Gesandtschaft, die ein japanisch-portugiesisches Handelsabkommen abschloss, um die 1860 wieder aufgenommenen japanisch-portugiesischen Beziehungen zu vertiefen. Zudem leitete er, begleitet von Pedro Nolasco da Silva als Dolmetscher, die portugiesische Abordnung, die den chinesisch-portugiesischen Freundschafts- und Handelsvertrag vom 1. Dezember 1887 aushandelte, der die weitere portugiesische Herrschaft über Macau besiegelte. Das mit diplomatischer Hilfe Großbritanniens zustandegekommenen Vertragswerk, das später zu den sogenannten ungleichen Verträgen gerechnet wurde, bekräftigte die von chinesischer Seite zuvor in Frage gestellte volle Gültigkeit des Lissaboner Protokolls von 1845, in dem einseitig die „ewige Besetzung und Regierung Macaus durch Portugal“ beschlossen worden war.
Am 11. Juli 1889 zum Major befördert, wurde er am Ende desselben Jahr als Gesandter nach Washington entsandt und erhielt 1891 den Rang eines Ministre plénipotentiaire, den damaligen vollen Botschafterrang, als portugiesischer Botschafter in den Vereinigten Staaten. Am 30. Dezember 1893 zum Oberstleutnant befördert, wechselte er im Sommer 1894 auf den bedeutenden Botschafterposten in der französischen Hauptstadt Paris, wo er 16 Jahre lang als Botschafter Portugals in Frankreich amtierte. Er heiratete eine deutsche Adelige, die im Kindbett starb, und blieb anschließend Witwer. Er erhielt am 15. August 1895 den militärischen Rang eines Oberst der Reserve und wurde 1902 von König Karl zum Pair von Portugal ernannt und am 25. November 1906 mit dem Titel eines Conde de Sousa Rosa in den Grafenstand erhoben. Am 19. Dezember 1907 wurde er zum Brigadegeneral befördert.
Nach der Ausrufung der Portugiesischen Republik am 5. Oktober 1910 wurde er am 12. Oktober 1910 abberufen. Er lebte anschließend im Exil in Paris, wo er im Sommer 1918 starb. Rosa hatte eine Tochter, Maria Teresa de Sousa Rosa.

## Auszeichnungen
- Ritterkreuz  des Ordens unserer lieben Frau von Vila Viçosa (1877)
- Komtur des Avis-Ordens (1903)
- Großkreuz des Christusordens (1900)